# ناحیه آسود
ناحیهٔ آسود (به مجاری: Aszódi járás) یک ناحیه در مجارستان است که در پِشت واقع شده‌است. ناحیهٔ اسود ۲۹۸٫۳۷ کیلومتر مربع مساحت و ۳۷٬۴۷۲ نفر جمعیت دارد.